# برنامه‌ریزی شبکه‌ای
برنامه‌ریزی شبکه‌ای کتابی از روبرت ب هریس با ترجمهٔ محمد تقی بانکی است که در سال ۱۳۶۷ منتشر و در مراسم کتاب سال جمهوری اسلامی ایران به‌عنوان کتاب برگزیده معرفی شد.